# Fattore E di Sheldon
In chimica per fattore E di Sheldon (o environmental acceptability o Environmental Factor) si intende un parametro che indica la resa di una reazione introdotto da Roger Sheldon. È un concetto importante in chimica verde.
Si può scrivere come:
{\displaystyle E={\frac {kg\,rifiuti\,+\,kg\,sottoprodotti\,indesiderati}{kg\,prodotti\,desiderati}}}